# Ronald Pickup
Ronald Alfred Pickup, né le 7 juin 1940 et mort le 24 février 2021, est un acteur anglais ayant commencé sa carrière en 1964.

## Biographie
Pickup naît à Chester (Royaume-Uni). Il est le fils de Daisy Williams et Eric Pickup. Il fréquente la King's School de Chester (en) et la Royal Academy of Dramatic Art (RADA) de Londres.
Il tient son premier rôle en 1964 dans un épisode de Doctor Who, où il joue un médecin dans la quatrième partie de The Reign of Terror. En 1973, il joue dans la série The Dragon's Opponent de la BBC. En 1982, Pickup joue le compositeur Giuseppe Verdi dans The Life of Verdi, scénarisé et réalisé par Renato Castellani.
Pickup est marié à Lans Traverse et est le père de Rachel Pickup (en) et Simon Pickup. Il a d'ailleurs joué avec sa fille dans deux productions : l'épisode "The Magician's Nephew" (2008) d'Inspecteur Barnaby et dans le film Schadenfreude (2016).

## Filmographie

### Acteur

#### Cinéma
- 1970 : Les Trois Sœurs (en) : Baron Tusenbach
- 1973 : Chacal : The Forger
- 1974 : Mahler : Nick
- 1977 : Joseph Andrews : Mr. Wilson
- 1978 : Les 39 marches : Bayliss
- 1979 : L'Ultime Attaque : Lt. Harford
- 1980 : Nijinsky : Igor Stravinsky
- 1983 : Jamais plus jamais : Elliott
- 1985 : Eleni : Spiro
- 1986 : Mission : Hontar
- 1987 : Le Quatrième Protocole : Wynne-Evans
- 1987 : Testimony : Marshall Tukhachevsky
- 1989 : Une saison blanche et sèche : Louw
- 1990 : Docteur Norman Bethune : Alan Coleman
- 1991 : Journey of Honor : Capt. Crawford
- 1997 : Bring Me the Head of Mavis Davis (en) : Percy Stone
- 1997 : Lolita : Young Humbert's Father
- 2000 : Breathtaking : Dr Maclaren
- 2003 : The Tulse Luper Suitcases, Part 1: The Moab Story : M. Moitessier
- 2004 : Evilenko : Aron Richter
- 2004 : Secret Passage : Da Monte
- 2004 : The Tulse Luper Suitcases, Part 2: Vaux to the Sea : Monsieur Moitessier
- 2005 : A Life in Suitcases : Monsieur Moitessier
- 2005 : The Adventures of Greyfriars Bobby (en) : Cecil Johnson
- 2007 : Jonathan Toomey : Le Miracle de Noël : William McDowell
- 2008 : Dark Floors : Tobias
- 2010 : Prince of Persia : Les sables du temps : King Sharaman
- 2011 : Indian Palace : Norman Cousins
- 2015 : Indian Palace : Suite royale : Norman Cousins
- 2016 : Die Habenichtse : Bentham
- 2016 : Schadenfreude
- 2017 : Les Heures sombres : Neville Chamberlain
- 2017 : The Time of Their Lives (en) : Frank
- 2018 : End of Term
- 2018 : The Happy Prince : Judge

#### Courts-métrages
- 2012 : Dinosaurs Full Throttle
- 2013 : A Little Place Off the Edgware Road
- 2013 : Old Habits
- 2014 : Residents
- 2017 : Stealing Silver

#### Télévision

##### Séries télévisées
- 1964 : Doctor Who : Physician
- 1967-1975 : BBC Play of the Month : Edgar / Brother Martin Ladvenu / Ariel / ...
- 1973 : Full House : George in George Reborn
- 1973 : ITV Saturday Night Theatre : Edmund Tyrone
- 1973 : Jackanory : Reader
- 1973 : The Dragon's Opponent : Jack Howard
- 1974 : Father Brown : Kalon
- 1974 : Jennie: Lady Randolph Churchill : Lord Randolph Churchill
- 1974 : Play for Today : Richard Massingham
- 1975 : The Fight Against Slavery : William Pitt
- 1976 : 2nd House : Axel
- 1977 : ITV Playhouse : Graham
- 1977 : Romance : Rory Balneath
- 1978-1979 : BBC2 Play of the Week : Norman Reynolds / Ian
- 1979 : Tropic : Andrew Maiby
- 1981 : Diamonds : Mr. Wells
- 1982 : Masterpiece Mystery : Kalon
- 1982 : Verdi : Giuseppe Verdi
- 1983 : Wagner de Tony Palmer : Nietzsche / Friedrich Nietzsche
- 1984 : Crown Court : Stephen Hodges
- 1984 : Sharing Time : Philip
- 1985 : Hello Einstein : Albert Einstein
- 1985 : Moving : Frank Gladwyn
- 1985 : Oscar : Edward Carson
- 1986 : Unnatural Causes : James Tripp
- 1987 : Fortunes of War : Prince Yakimov
- 1987 : Matlock : Sir Alec Moore
- 1988 : Bergerac : Sir Antony Villiers
- 1988 : The ITV Play : Konstantin Stanislavski
- 1988 : The Lion, the Witch, & the Wardrobe : Aslan
- 1988 : Theatre Night : Sir Lucius O'Trigger
- 1989 : Behaving Badly : Mark
- 1989 : Les années infernales : Putzi Hanfstaengl
- 1989 : Prince Caspian and the Voyage of the Dawn Treader : Aslan
- 1990 : Boon (en) : Lawrence Drake
- 1990 : Not with a Bang : Brian Appleyard
- 1990 : The Silver Chair : Aslan
- 1991 : Inspecteur Morse : Ian Matthews
- 1991-1995 : Performance : King Henry IV / Richard Browning / Siegfried Shrager
- 1992 : A Time to Dance : Andrew Powell
- 1992 : El C.I.D. : Jack
- 1993 : Les règles de l'art : Edwin Felt
- 1993 : The Riff Raff Element : Roger Tundish
- 1994 : Medics : Douglas Beaumont
- 1994 : Scarlett : Whitlock
- 1994 : The Rector's Wife : Daniel Byrne
- 1994-1995 : Screen Two : Brian Silcott / Morris
- 1995 : Capital Lives : Sir Philip Oglivy
- 1995-1996 : Black Hearts in Battersea : Duke Of Battersea
- 1996 : Affaires non classées : Dr Richard Owen
- 1996 : Inspecteur Wexford : Chief Inspector Moore
- 1997 : Casualty : Martin / Reginald Freeborn
- 1997 : Hetty Wainthropp Investigates : Lester Rose
- 1997 : Ivanhoé : Waldemar Fitzurse
- 1999 : Inspecteurs associés : Walter Wulfstan
- 1999 : The Bill : George Riordan
- 2000 : Au commencement : Jacob (Older)
- 2001 : Les Mystères de Sherlock Holmes : Sir John Starr
- 2002 : Meurtres en sommeil : Sutton / Charles Sutton
- 2002 : Meurtres à l'anglaise : Sir Stuart Stinhurst
- 2002-2007 : Holby City : Lord Charles Byrne / Bob Falstaff
- 2003 : Cambridge Spies : Colonel Winter
- 2003-2008 : Inspecteur Barnaby : Ernest Balliol / Rupert Smythe-Webster
- 2004 : Feather Boy : Ernest Sorrel
- 2004 : Foyle's War : Sir Giles Messinger
- 2004 : The Last Detective : Professor Quentin Tapscott
- 2004-2006 : La Pire Semaine de ma vie : Fraser
- 2005 : Les Arnaqueurs VIP : Harry Holmes
- 2006 : Sea of Souls : Alex Galt
- 2008 : Flics toujours (New Tricks) : Sir Wilfred Felspar
- 2010 : Lark Rise to Candleford : Peg Leg / Arthur Myhill
- 2011 : Inspecteur Lewis : Fr Moreno Mancini
- 2011 : The Jury : Jeffrey Livingstone
- 2012 : Parade's End : General Haggard
- 2013 : Doc Martin (en) : John Moysey
- 2013 : Pramface : Arnold
- 2014 : Atlantis : Orpheus
- 2014 : Call the Midwife : Philip Worth
- 2014 : Coronation Street : Len Sheldon
- 2014 : Young Dracula : Morgan
- 2015 : Downton Abbey : Sir Michael Reresby
- 2016 : Les Enquêtes de Vera : Mr. Kipford
- 2016 : The Crown : Archbishop of Canterbury
- 2017 : The Rebel : Dr Cranmore

##### Téléfilms
- 1967 : Much Ado About Nothing : Don Pedro
- 1973 : The Roses of Eyam : Reverend William Mompesson
- 1975 : The Philanthropist : Philip
- 1977 : ...but the clouds...
- 1977 : Ghost Trio
- 1979 : Henry VIII : Cranmer, Archbishop of Canterbury
- 1982 : Ivanhoe : Prince John
- 1982 : The Letter : Howard Joyce
- 1983 : Crystal Spirit: Orwell on Jura : George Orwell
- 1983 : Waters of the Moon : Julius Winterhalter
- 1984 : La Dame aux Camélias : Jean
- 1984 : Pope John Paul II : Jan Tyranowski
- 1984 : Puccini : Giulio Ricordi
- 1988 : Journal d'Anne Frank : Koophuis
- 1988 : The Hound of the Baskervilles : Barrymore
- 1989 : Danny, le champion du monde : Capitaine Lancaster
- 1990 : Jekyll & Hyde : Jeffrey Utterson, Esquire
- 1991 : Gray Clay Dolls : Leonard Gray
- 1991 : Les chandelles noires : Felix D'Arcy
- 1991 : The War That Never Ends : Diodotus
- 1992 : My Friend Walter : Sir Walter Raleigh
- 1992 : The Golden Years : Montezuma
- 1994 : Milner : Jocelyn Fry
- 1996 : Der Blinde : Dr Bartnik
- 1998 : The Untitled : Robert Kennings
- 1999 : Horatio Hornblower: The Duchess and the Devil : Don Massaredo
- 2005 : Cherished : Professor Sir Roy Meadow
- 2005 : Supernova : Dr Malcolm Handey

### Parolier

#### Cinéma
- 1974 : Mahler